# Канан (Осака)
Кана́н (яп. 河南町, かなんちょう, МФА: [kanaɴ t͡ɕoː]?) — містечко в Японії, в повіті Мінамі-Кавачі префектури Осака.  Отримало статус містечка 1956 року. Площа становить 25,26 км². Станом на 1 липня 2012 року населення складало 16 798  осіб, густота населення — 665 осіб/км².   

## Демографія
Згідно з даними перепису населення Японії, населення Канан постійно збільшувалось до початку 00-х, після чого почало скорочуватись. Станом на 1 жовтня 2020 року населення складало 15 697 осіб, з яких чоловіків — 7621 особа, жінок — 8076 осіб. Густота населення — 621,4 осіб/км².